# Котяча акула багамська
Котяча акула багамська (Scyliorhinus meadi) — акула з роду Котяча акула родини Котячі акули. Інші назви «мармурова котяча акула», «котяча акула Міда» (на честь Дж. Міда, який вперше виявив цю акулу).

## Опис
Найбільшим відомим є розмір у 49 см завдовжки, проте ця особина була статевонезрілою. На думку вчених доросла особина може сягати 70 см. Голова дуже широка. Морда округла. Ширина голови майже дорівнює його довжині. очі помірно великі, овальні, з мигальною перетинкою. За ними розташовані маленькі бризкальця. Носові клапани короткі. Губа борозна присутня лише на нижній губі. Рот широкий. Зуби дрібні, з 3 верхівками, з яких центральна є високою та гострою. У неї 5 пар зябрових щілин, при цьому дві останні розташовані над грудними плавцями. Тулуб кремезний, звужений у хвостовій частині. Шкіра відносно гладенька на дотик. Луска середнього розміру, пласка. Грудні плавці розвинені, великі. Має 2 спинних плавця, з яких передній більше за задній. Передній спинний плавець розташовано навпроти кінця черевних плавців, задній — навпроти анального плавця. Хвостовий плавець невеликий, гетероцеркальний.
Забарвлення сіро-коричневе. На спині та боках є слабкоконтрастні плями і 7-8 сідлоподібних темних плям. Деякі плями здатні світитися жовтим світлом.

## Спосіб життя
Тримається на глибинах від 329 до 548 м, верхньому континентальному схилі. Воліє до коралових банок. Полює біля дна, є бентофагом. Живиться головоногими молюсками, креветками, невеличкою костистою рибою.
Це яйцекладна акула. Процес розмноження достатньо не вивчено.

## Розповсюдження
Мешкає біля узбережжя: від Північної Кароліни до Флориди (США), Багамських островів, Куби, Ямайки, штатів Юкатан та Кампече (Мексика).